# STS-31
STS-31 — космічний політ MTKK «Діскавері» за програмою «Спейс Шаттл» (35-й політ програми і 10-й політ Діскавері), метою якого було виведення на орбіту космічного телескопа «Габбл».

## Екіпаж

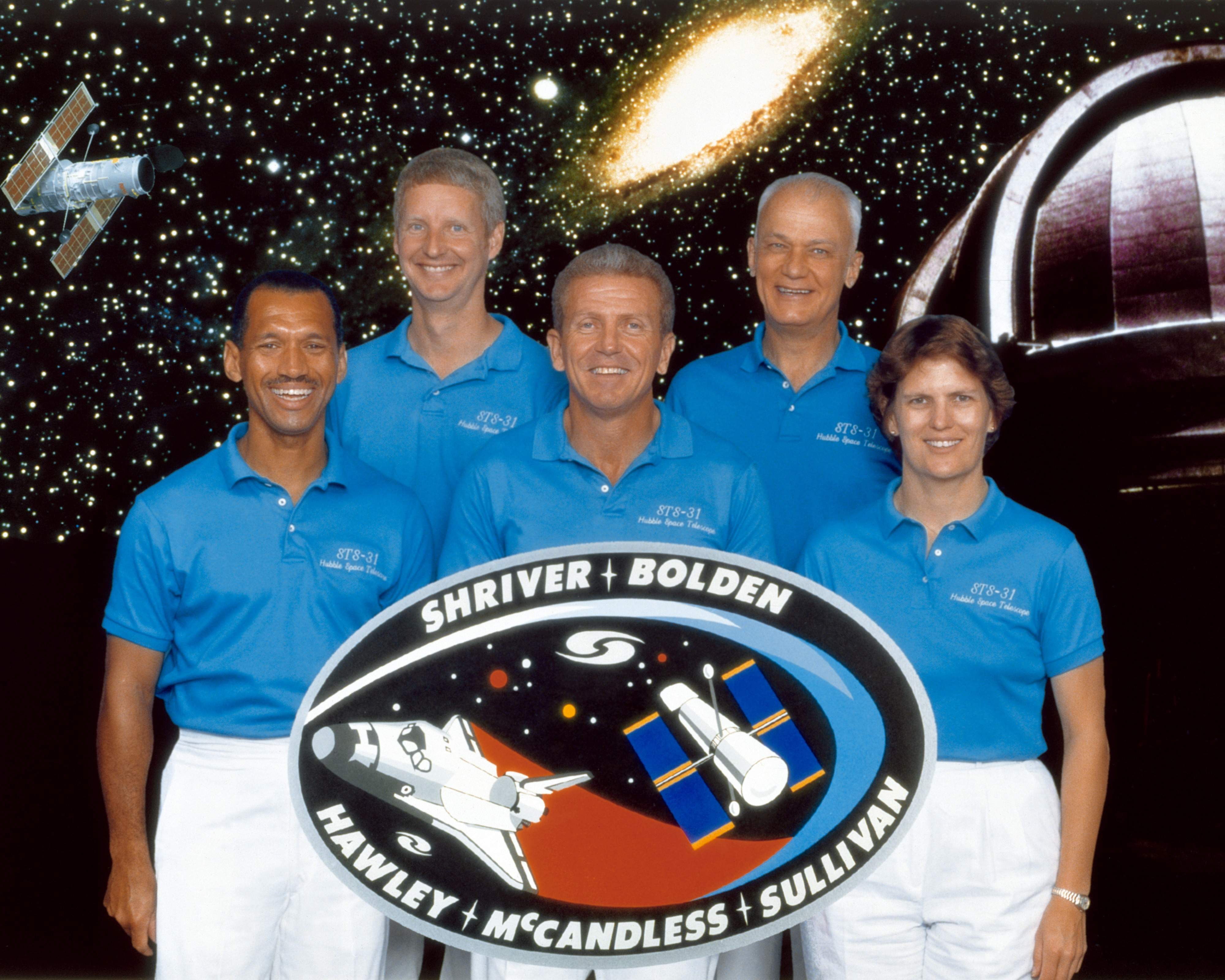
Екіпаж STS-31 (зліва-направо): Болден, Хоулі, Шрайвер, МакКендлесс, Саллівен

- (НАСА): Лорен Шрайвер (2)[1] — командир;
- (НАСА): Чарльз Болден (2) — пілот;
- (НАСА): Стівен Говлі (3) — фахівець за програмою польоту − 1;
- (НАСА): Брюс МакКендлесс II (2) — фахівець за програмою польоту − 2;
- (НАСА): Кетрін Саллівен (2) — фахівець за програмою польоту − 3.

Спочатку командиром екіпажу був призначений Джон Янг, «STS-31» повинен був стати його сьомим польотом. Але після катастрофи шатла Челленджер, Янг перейшов на адміністративну посаду, і замість нього був призначений Лорен Шрайвер.

## Параметри польоту
- Маса апарата:
  - При старті — 117 586 кг;
  - При посадці — 85947 кг;
- Вантажопідйомність — 11 878 кг.

## Хаббл
Космічний телескоп «Хаббл» є спільним проектом НАСА і Європейського космічного агентства . Його запуск планувався в 1983, але через фінансову скруту, а після загибелі шатла «Челенджер» — через призупинення програми «Космічний човник», виведення Хаббла на орбіту було відкладене.
Вимушена затримка дозволила провести ряд удосконалень: сонячні батареї були замінені на більш ефективні, був модернізований бортовий обчислювальний комплекс і системи зв'язку, а також змінена конструкція космічного захисного кожуха з метою полегшити обслуговування телескопа на орбіті.

## Галерея

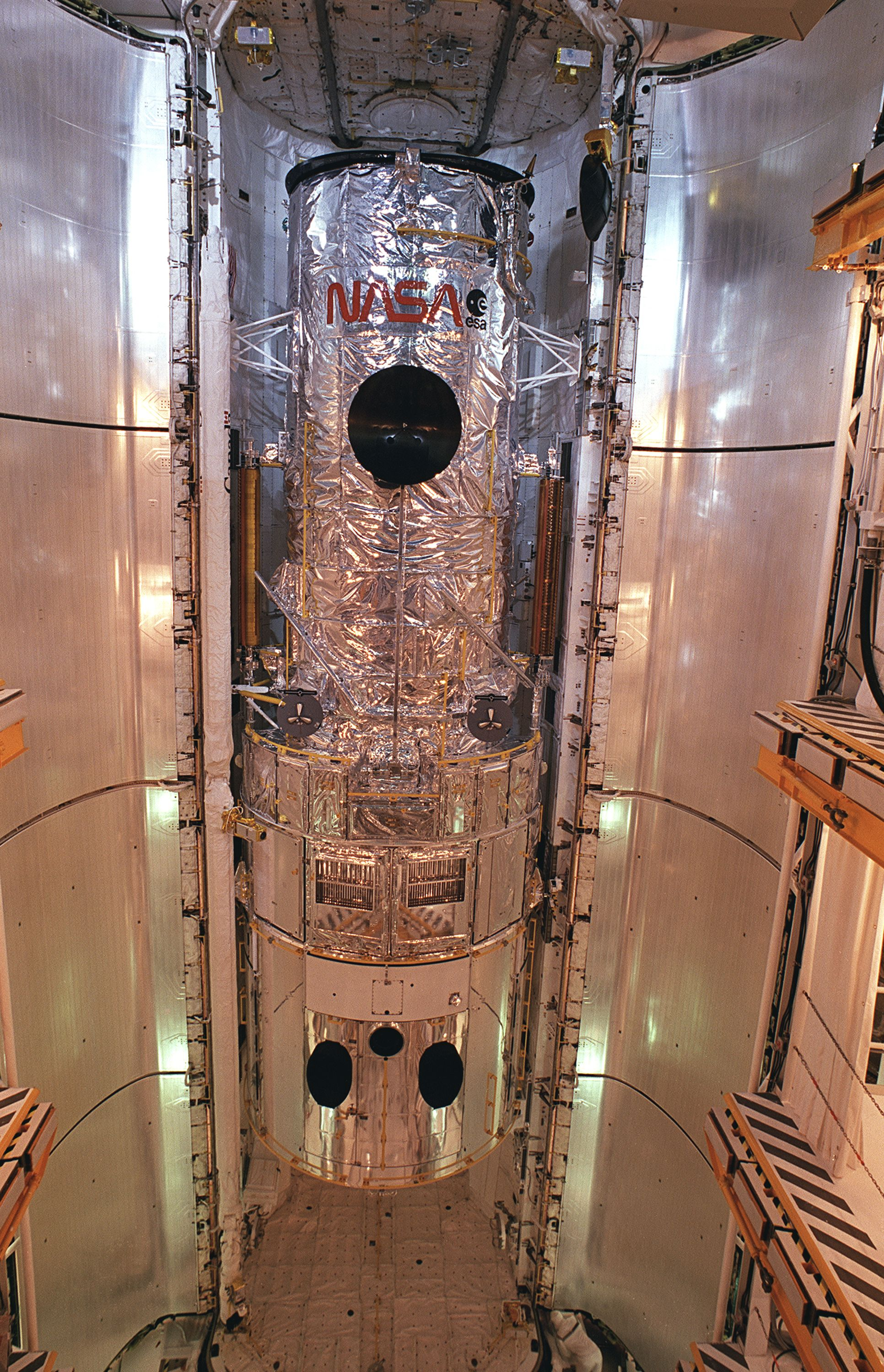
Телескоп Хаббл
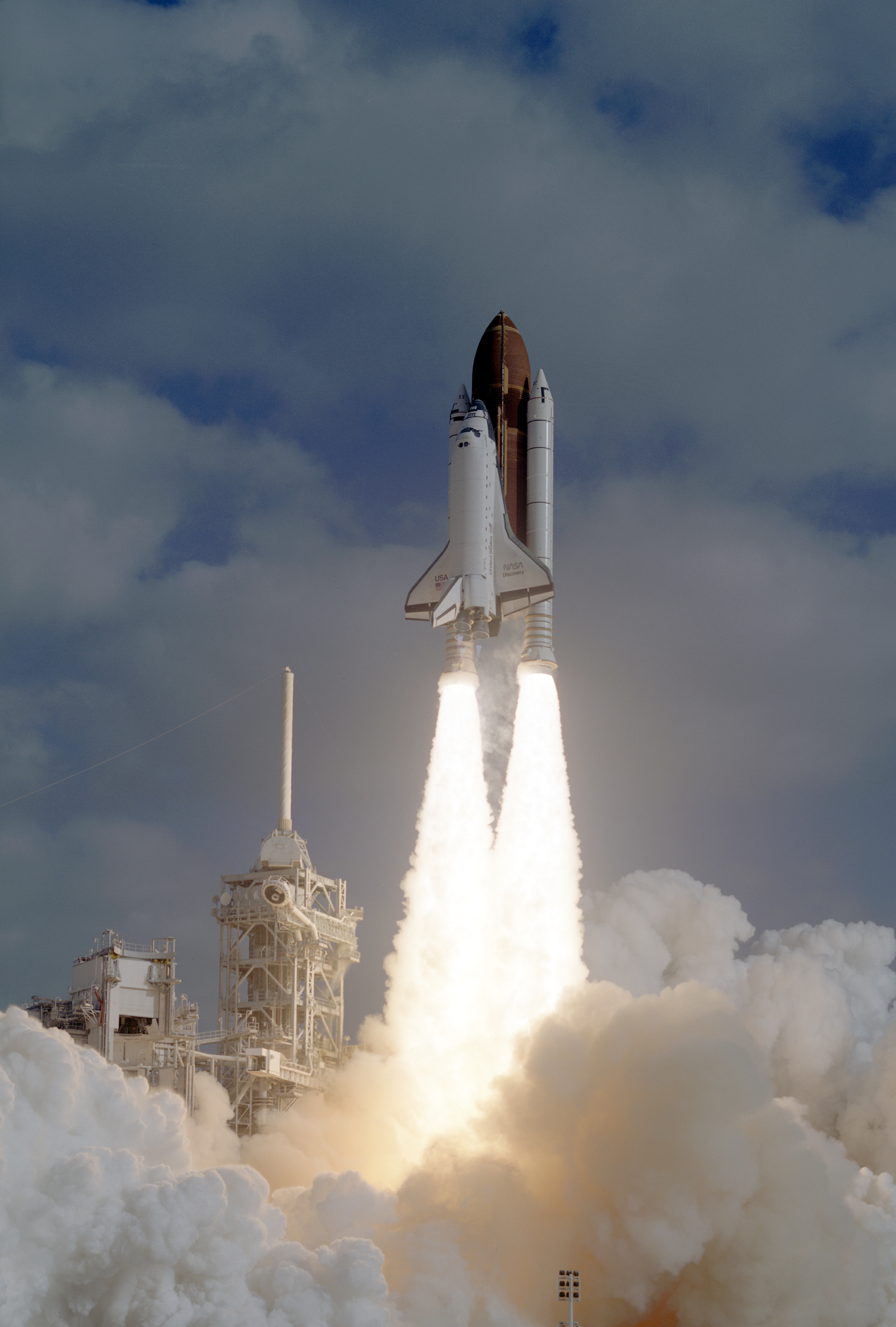
Зліт
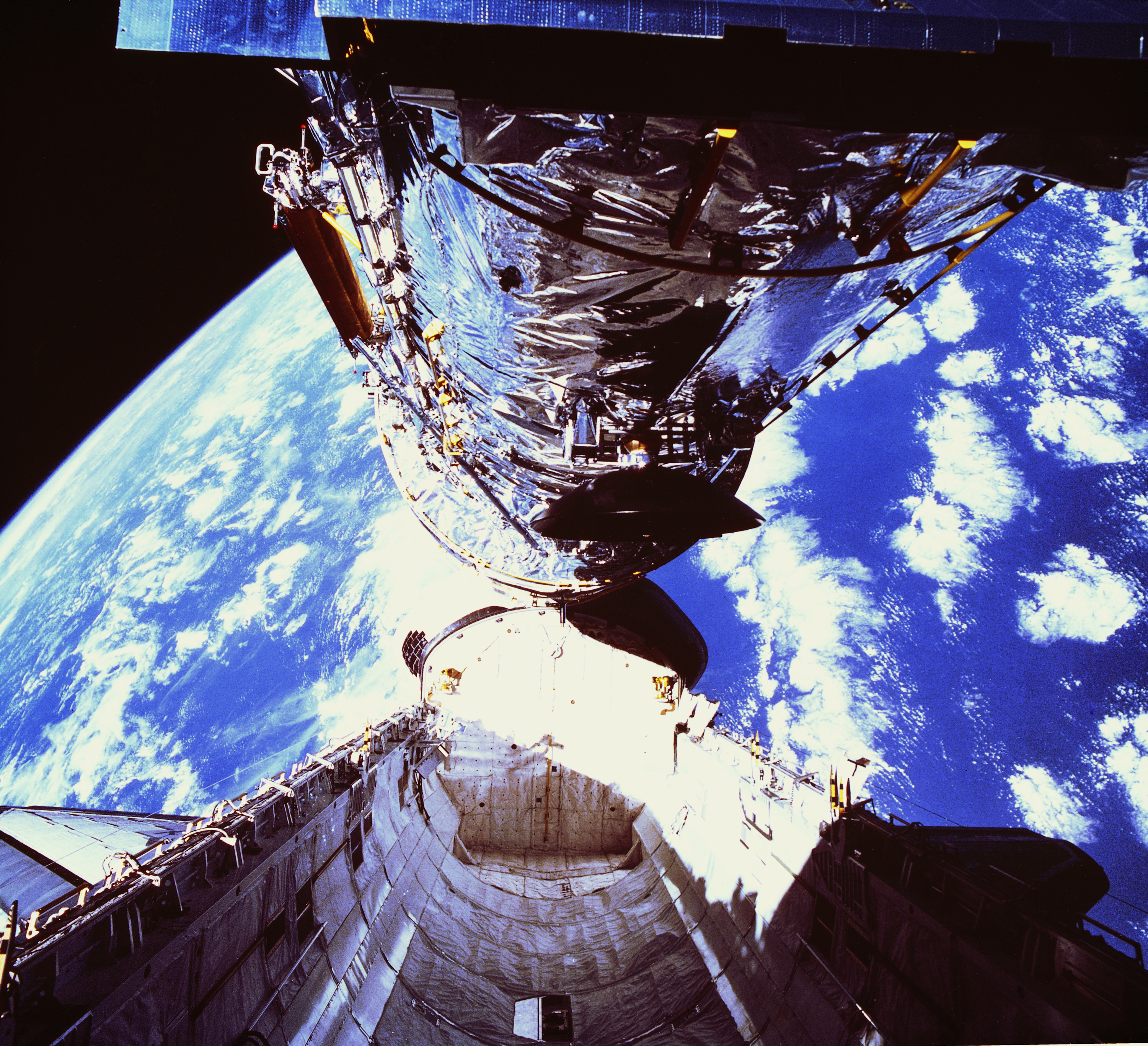
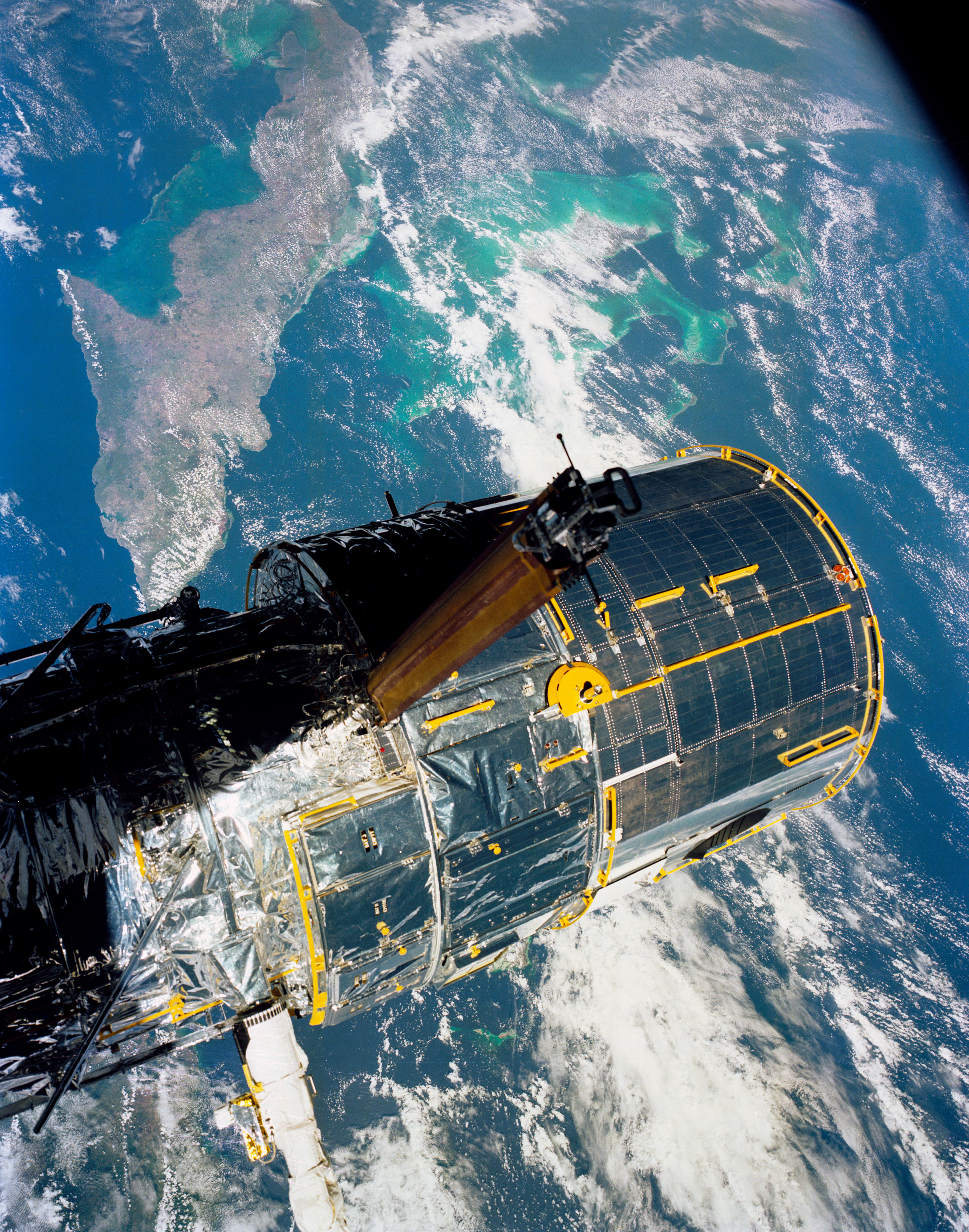
Під час польоту над Кубою
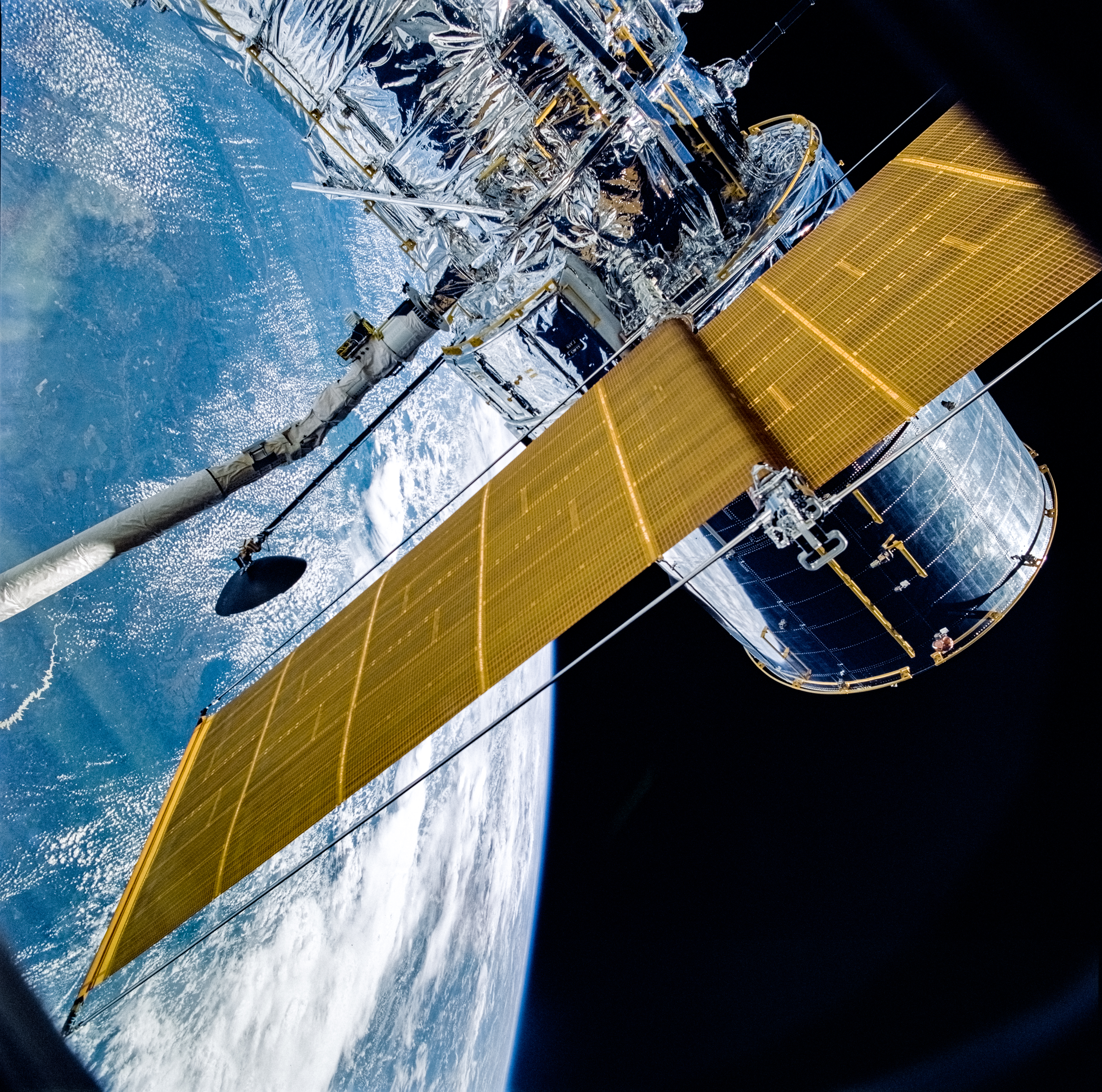
Розгортання сонячних батарей
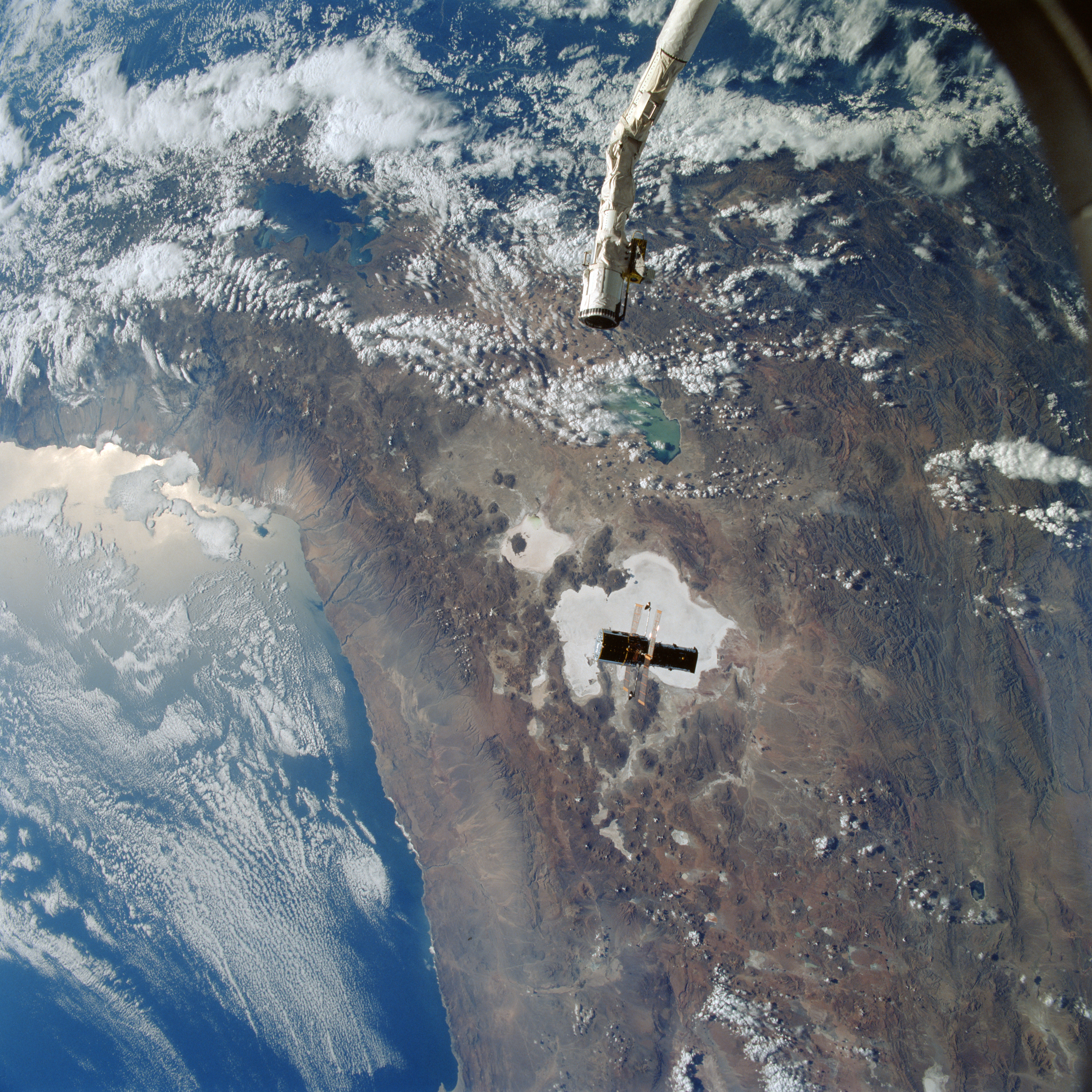
Під час польоту над Перу
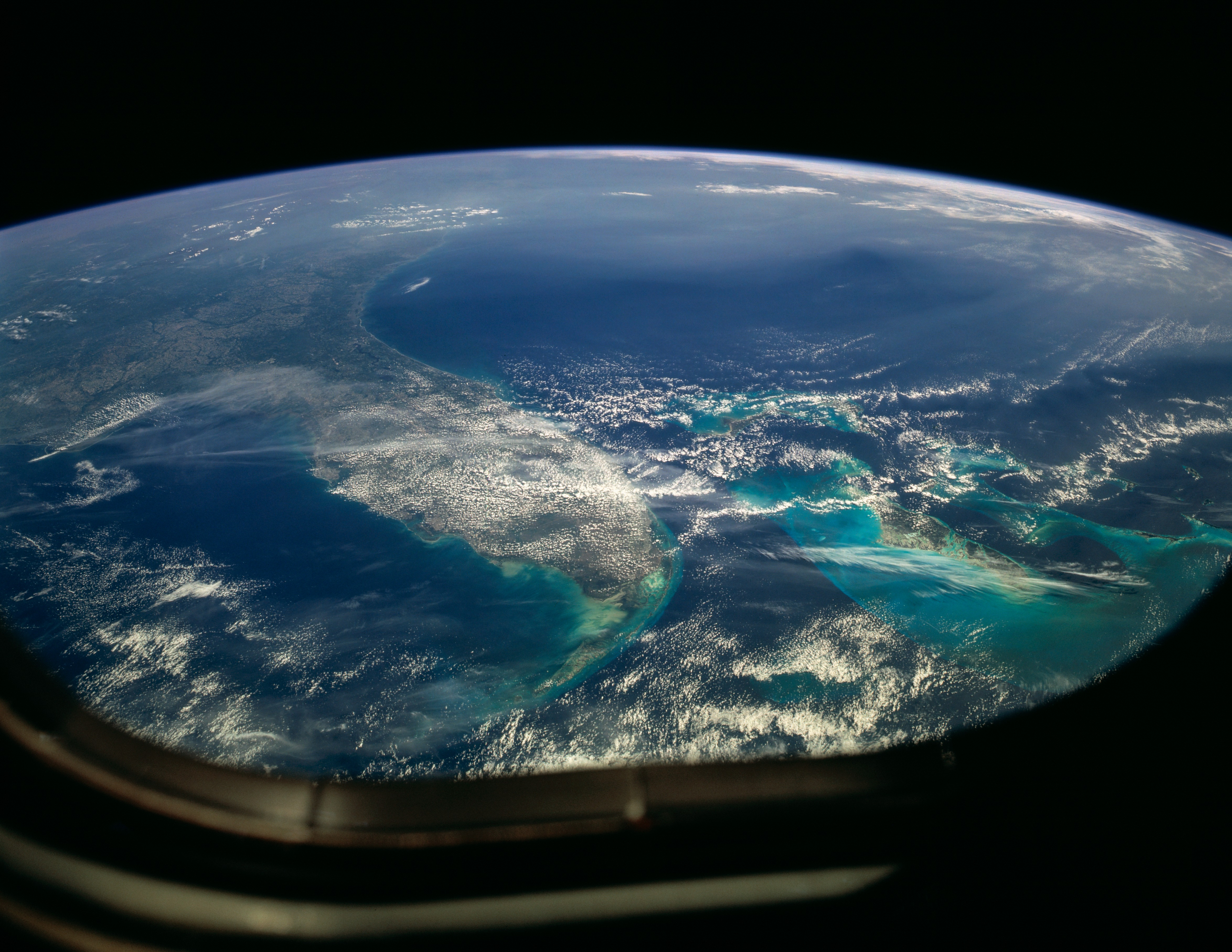
Краєвид на Флориду і Багами
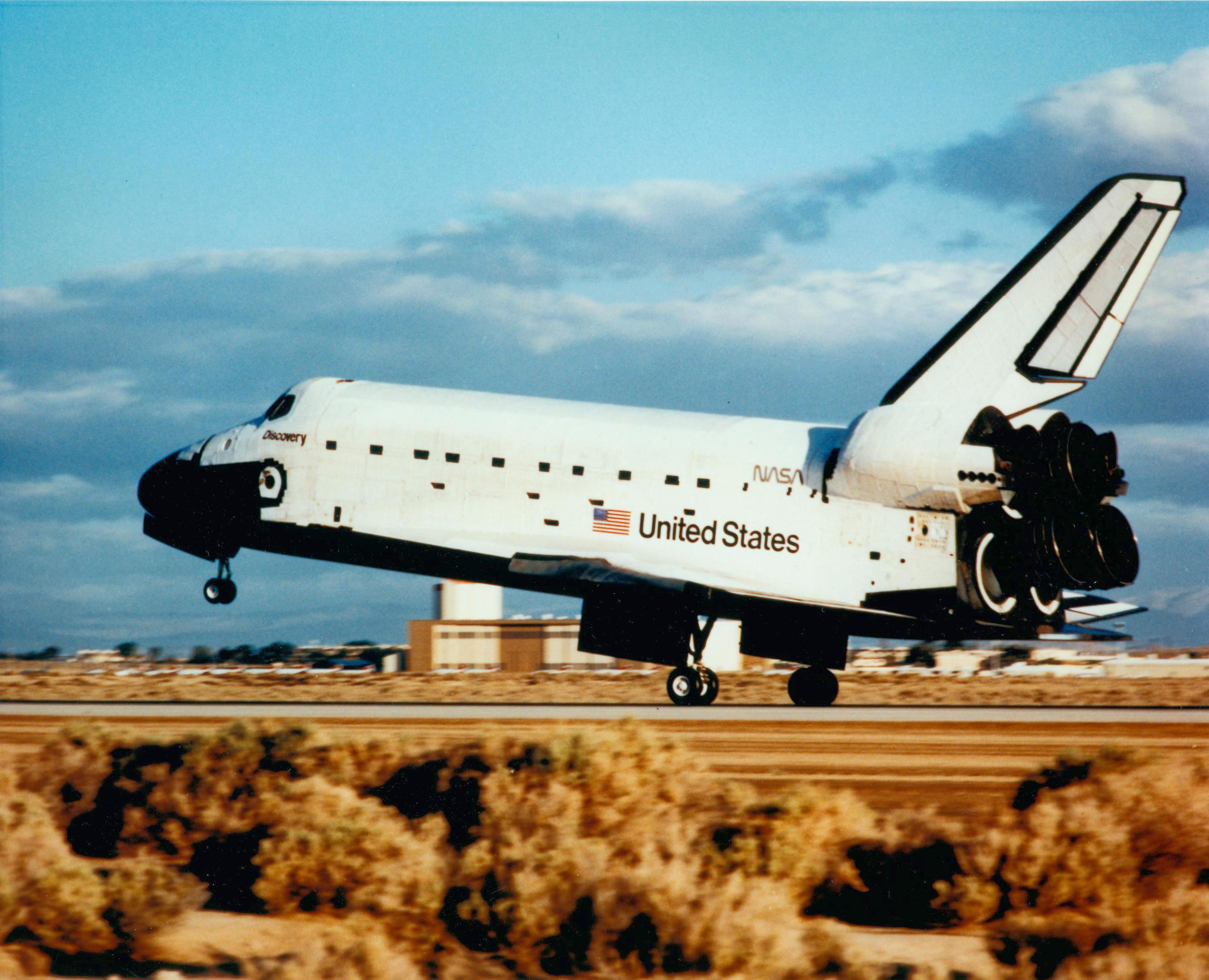
Приземлення

## Хід польоту
- 24 квітня 1990 а в 12:33:51 UTC відбувся старт шаттла STS-31 з майданчика 39-B (укр. LC -39) Космічного центру імені Джона Фіцджеральда Кеннеді в Флориді.
- 25 квітня 1990 року в 19:35:00 UTC автоматична обсерваторія «Хаббл» виведена в автономний політ;
- 29 квітня 1990 13:49:57 UTC шаттл приземлився на авіабазі «Едвардс» в Місія Архіви : STS-31 на сайті НАСА